# Pachythone thaumaria
Pachythone thaumaria är en fjärilsart som beskrevs av Hans Ferdinand Emil Julius Stichel 1911. Pachythone thaumaria ingår i släktet Pachythone och familjen Riodinidae. Inga underarter finns listade i Catalogue of Life.